# پیتر سوان
پیتر سوان انگلیسی: Peter Swan؛ زادهٔ ۸ اکتبر ۱۹۳۶) بازیکن فوتبال اهل انگلستان بود که سابقهٔ بازی در تیم ملی فوتبال انگلستان را در کارنامهٔ خود دارد. وی در تاریخ ۱۱ مه ۱۹۶۰ نخستین بازی ملی خود را در مقابل تیم ملی فوتبال یوگسلاوی انجام داد و با حضور در ۱۹ بازی ملی، در تاریخ ۹ مه ۱۹۶۲ واپسین بازی ملی‌اش را در برابر تیم ملی فوتبال سوئیس برگزار کرد.